# 泉久実子
泉 久実子（いずみ くみこ、2月15日 - ）は、日本の女性声優。長野県出身。

## 人物
かつては青二プロダクションに所属していた。
趣味はワイン・カクテル、飲食、読書、散歩。
資格・免許は普通自動車免許。

## 出演
太字はメインキャラクター。

### テレビアニメ
2002年
- ちょびっツ（リポーター）

2003年
- アストロボーイ・鉄腕アトム（ケンイチの母）
- ソニックX（女性補佐官〈クリスティーナ・クーパー〉）

2004年
- DearS（女子高生）
- B-伝説! バトルビーダマン（バスガイド）
- BECK
- 冒険王ビィト（ポアラの母）
- ローゼンメイデン

2005年
- IGPX（メイド）
- Xenosaga THE ANIMATION（女性委員）
- ネポス・ナポス（ナップル）
- 冒険王ビィト エクセリオン（ポアラの母）　
- 魔豆奇伝パンダリアン（王妃）
- ONE PIECE（ドリムの母）

2006年
- 天保異聞 妖奇士（女）

### OVA
2002年
- サクラ大戦 神崎すみれ 引退記念 す・み・れ（観客）

2004年
- サクラ大戦 ル・ヌーヴォー・巴里（観客、巴里の人々）

### 劇場アニメ
2004年
- それいけ!アンパンマン 夢猫の国のニャニイ（キーコ）

2006年
- パプリカ（アナウンス）

### ゲーム
2003年
- ジェネレーションオブカオスIII 〜時の封印〜（エリエル）
- テイルズ オブ シンフォニア（リフィルの母）

2004年
- BLACK/MATRIXOO（シリア）
- LoveSongs♪ADV 双葉理保14歳 〜夏〜（要綾弥）

2005年
- しろがねの鳥籠（アマンダ）
- 牧場物語 しあわせの詩（主人公〈女〉）

2006年
- レッスルエンジェルス サバイバー（ウィン・ミラー、ヘレン・ニールセン、ローズ・ヒューイット）

2008年
- レッスルエンジェルス サバイバー2（ウィン・ミラー、ヘレン・ニールセン、ローズ・ヒューイット）

2011年
- スーパー戦隊バトル レンジャークロス（モモレンジャー、ヴィーセラス）

### 吹き替え
- R.P.M.エキゾースト・ヒート（ミシェル）
- 悪魔の呼ぶ海へ（アネット）
- アタック・ナンバーハーフ（ジェリー、売り子）
- アバウト・シュミット
- アメリカン・ラプソディ（マリア）
- アンドロメダ（フロイア、ジャディス）
- ウィッチ -W.I.T.C.H.-（コーネリア・ヘイル）
- 奇蹟の詩 サード・ミラクル
- キャプテン・ウルフ
- ザ・ロストワールド（イザドラ、レナータ、ケイヤ）
- シャドウ・オブ・ブロンド（ケリー）
- 屍人楼〜しびとろう〜（ファサン）
- スポッツウッド・クラブ（ウェンディ）
- 地底探検（ラルナ）
- ディアボリーク 悪魔の刻印（タマラ）
- デイブレイク（サバンナ）
- ディレイルド 暴走超特急（シンシア）
- ティント・ブラス 秘蜜（ニネッタ）
- バスカヴィル家の犬（ベリル）
- ホワイト・フィアー（シルビア）
- 魔王（マルティネ）
- マッド・アバウト・マンボ（ルーシー）
- リジー&Lizzie（ケイト）
- レプリコーン妖精伝説（ジェシカ姫）
- ロード・トゥ・ヘブン（ティルディ）
- ワンス・アポン・ア・タイム・イン・チャイナ/無頭将軍（レン）
- わんワンロード 全米横断5500キロの旅（ナンシー・ロリンズ）※旧ソフト版